# Мурыгин, Андрей Львович
Андрей Львович Мурыгин (5 февраля 1962) — советский и российский футболист, играл на позициях защитника и полузащитника.

## Карьера
Будучи третьеклассником, пришёл на вологодский стадион «Динамо» где стал заниматься под руководством Станислава Семихина, в группе с ним также тренировался Сергей Кисельников. В семнадцатилетнем возрасте Мурыгин в 1979 году дебютировал за «Динамо», проведя в первом сезоне лишь один матч, а уже в 22 года уже был капитаном бело-голубых. В 1990 году перешёл в череповецкий «Химик». В 1991 году перешёл в сочинскую «Жемчужину». 7 марта 1993 года в домашнем матче 1-го тура против нижегородского «Локомотива», выйдя в стартовом составе, дебютировал за «Жемчужину» в высшей лиге, на 59-й минуте был заменён Александром Игнатьевым. В 1996 году выступал за «Чкаловец» Новосибирск. В 1997 году вернулся в Вологду, где завершил профессиональную карьеру в 1999 году. В 2006 году стал старшим тренером детской школы вологодского «Динамо».